# Jan Harmensz. Muller
Jan Harmensz. Muller (* 1. července 1571, Amsterdam - 18. dubna 1628, Amsterdam) byl holandský grafik, kreslíř a příležitostný malíř, který byl svými současníky považován za jednoho z nejlepších evropských grafiků.

## Život
Jan Harmensz. Muller byl nejstarším synem amsterdamského obchodníka s uměním, vydavatele a rytce Harmen Jansz. Mullera (1540-1617). Pracoval nejprve v rodinné dílně a vydavatelství (De Vergulde Passer) a poté do roku 1589 v Haarlemu v dílně Hendricka Goltzia. V letech 1594 a 1602 zřejmě pobýval v Římě a Neapoli. Udržoval kontakt s Bartholomeem Sprangerem, Adriaenem de Vriesem a dalšími umělci na dvoře Rudolfa II. Roku 1597 se stal císařským rytcem a vyryl podle předlohy Bartholomea Sprangera alegorickou Apoteózu umění, kterou pak Spranger věnoval senátorům a konzulům Antverp jako dík za podporu umění a z vděčnosti k vlasti. Roku 1602 se neúspěšně pokusil pro Rudolfa II. zprostředkovat koupi oltářního obrazu Lucase van Leyden Poslední soud. Po smrti otce se vrátil do Amsterdamu a vedl jeho dílnu. V závěru života také maloval a podle dokumentu z roku 1624 věnoval své sestře dva velké obrazy. Dílnu a veškeré mědirytové matrice zdědil jeho švagr Cornelis Cool.

## Dílo

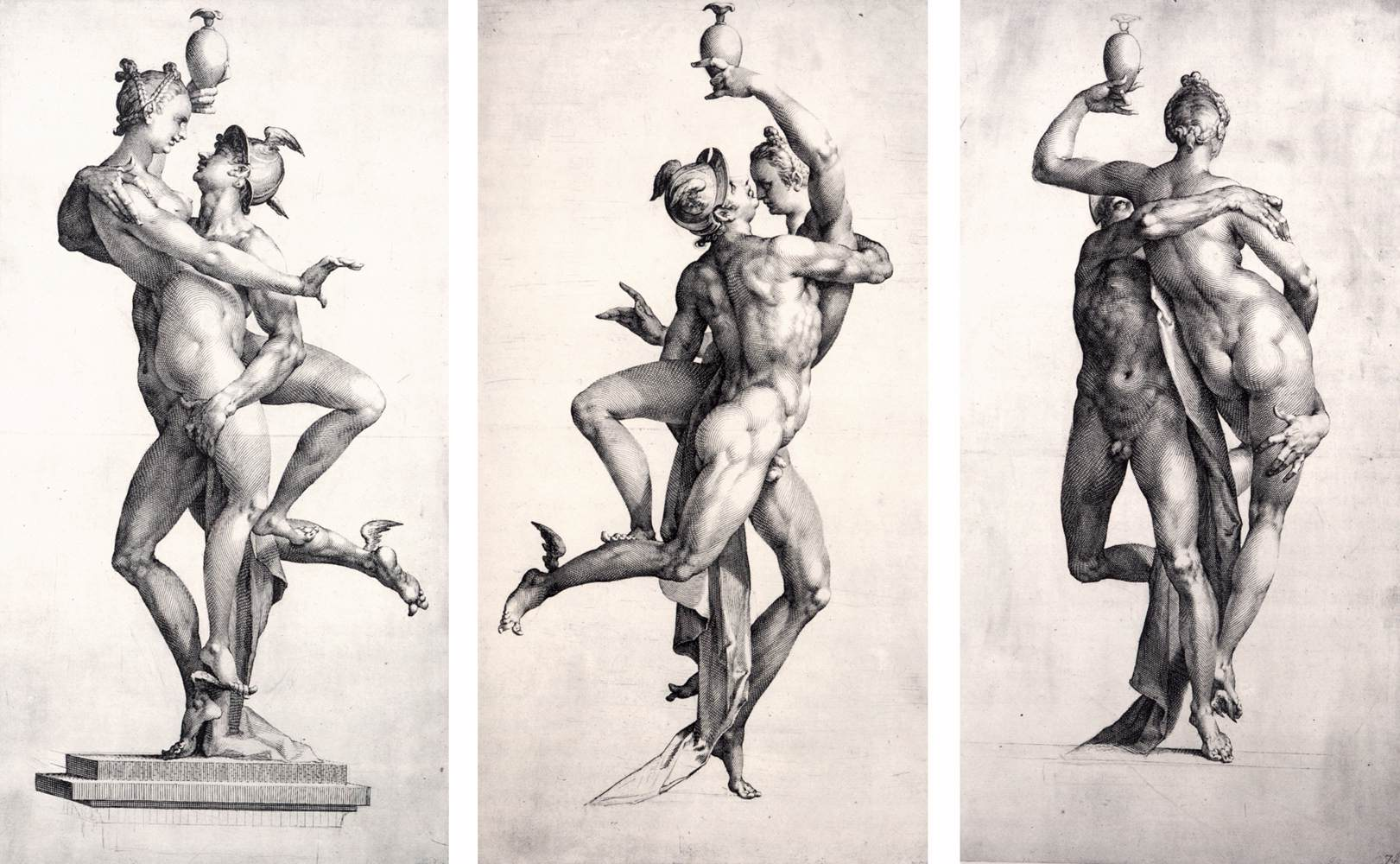
Jan Harmensz. Muller, Merkur a Psyche, socha Adriana de Vries ze tří pohledů

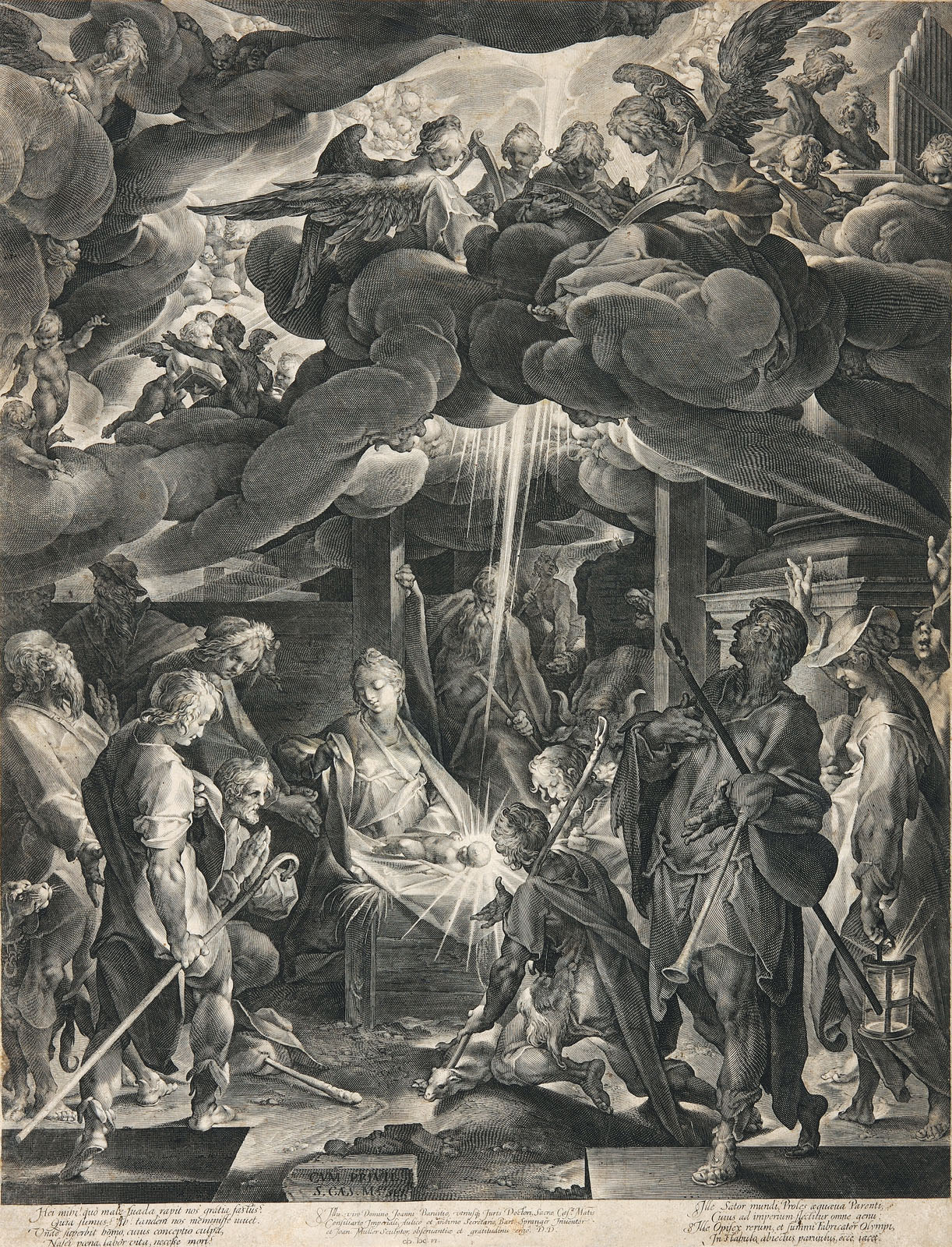
Bartholomeus Spranger & Jan Harmensz Müller, Klanění pastýřů

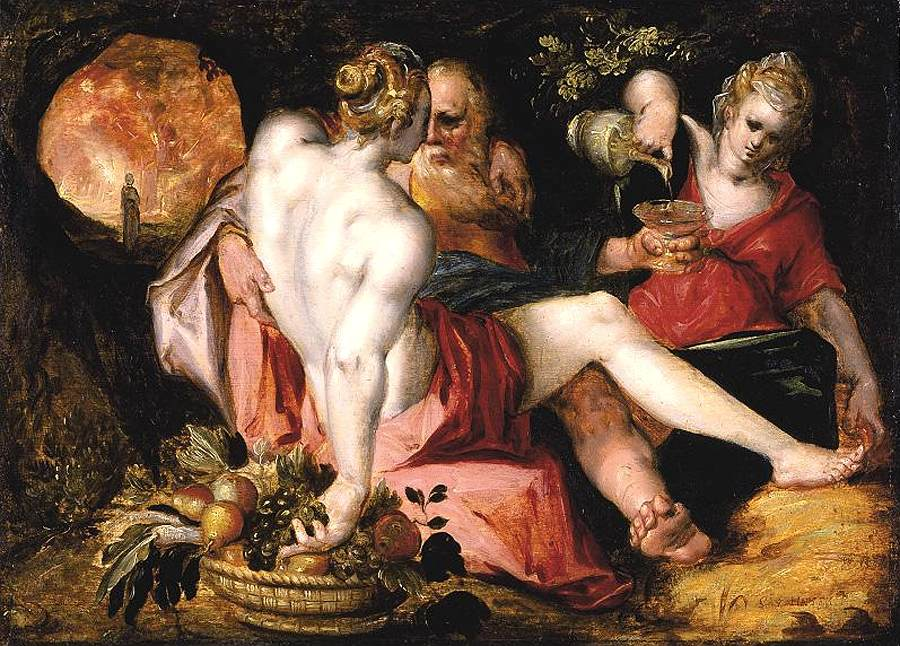
Lot a jeho dcery

Mullerových mědirytů, většinou vytvořených podle předloh známých nizozemských renesančních a manýristických malířů (Lucas van Leyden, Abraham Bloemaert, Hendrick Goltzius, Cornelis van Haarlem) se zachovalo kolem stovky. Do mědirytů převáděl také díla rudolfinských umělců (Hans von Aachen, Adrian de Vries, Bartholomeus Spranger). Po roce 1590 mistrovsky ovládl Goltziovu volumetrickou techniku rytí s rozšiřující se a mizející linií.
Jedním z jeho nejlepších mědirytů podle vlastní předlohy je Belsazarova hostina (Rijksmuseum Amsterdam) s osvětlenou noční scénou, ke které ho inspirovala Tintorettova Poslední večeře. Kromě mědirytů se zachovalo kolem 60 kreseb. Do roku 1600 byly jeho kresby silně manýristicky stylizované, ale po návratu ze své druhé cesty do Itálie se dopracoval k naturalismu a vytvořil některá svá nejlepší díla kreslená křídami. Zhotovil také řadu portrétů zvláštní technikou, napodobující v kresbě rytinu, kterou si osvojil u Goltzia (Federkunststücke).

### Známá díla (výběr)
Kresby
- Eliáš
- Neptun

#### Mědiryty
- 1589 Kain zabíjí Abela (podle Cornelise van Haarlem)
- 1589 Zápas Odyssea a Iruse
- 1591-1593 Bacchus a Ceres opouštějí Venuši (podle Bartholomea Sprangera)
- 1593 Harpokratés
- 1593 Merkur a Psýché ze tří pohledů (Adrian de Vries)
- 1596 Chilon
- 1597 Apoteóza umění (podle Bartholomea Sprangera)
- 1597 Portrét Bartholomea Sprangera
- 1598 Sebevražda Kleopatry
- 1600 Vzkříšení Lazara (podle Abrahama Bloemaerta)
- 1604 Perseus vyzbrojovaný Merkurem a Minervou (podle Bartholomea Sprangera)
- 1606 Klanění pastýřů
- 1617 Portrét Hendricka Goltzia
- 1615 Portrét španělské infantky Isabely Clary Eugenie (podle Petera Paula Rubense)
- 1624 Portrét Jana Pietersz. Sweelincka

#### Malba
- kolem 1600 Lot a jeho dcery